# Christian Ruben
Christoph Christian Ruben (Trier, 1805. november 30. – Inzersdorf bei Wien, 1875. július 9.) német–osztrák festő.

## Élete

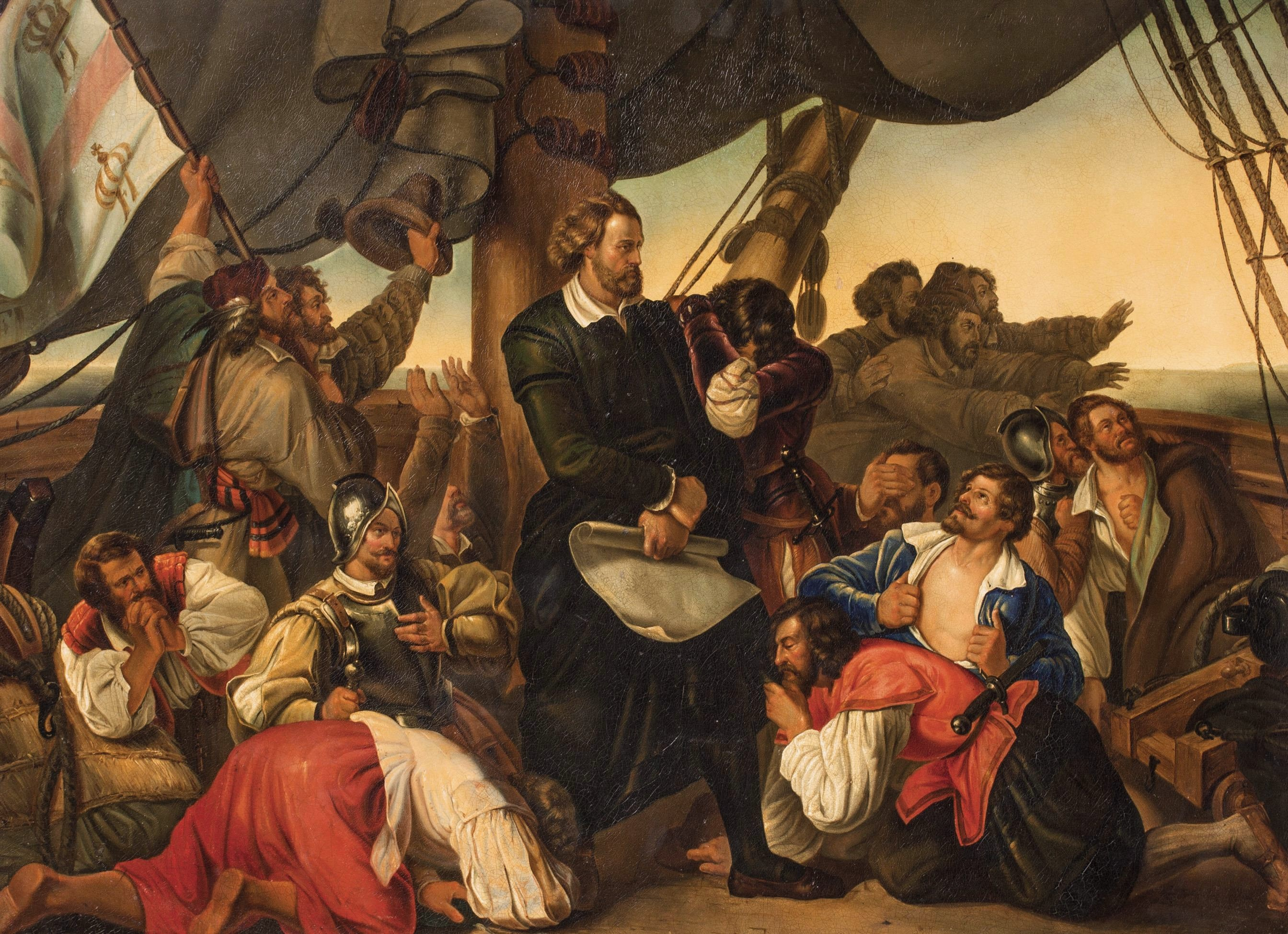
Kolumbusz az új világ felfedezésének pillanatában, 1845 körül

Apja rajztanár volt. 1823-ban a Düsseldorfi Művészeti Akadémián Peter von Corneliusnál tanult. 1826-ban követte Corneliust Münchenbe, és ott ismerkedett meg Wilhelm von Kaulbach-hal. 1836-ban diszítő kompozíciókat festett a Hohenschwangau kastélyban. 
1841-ben kinevezték Prágai Képzőművészeti Akadémia igazgatójává. Két tanítványával, Josef Mathias Trenkwalddal  és Eduard Swobodával 11 freskót festettek a prágai Nyári palotában. 1850-ben tagja lett a Bécsi Képzőművészeti Akadémia újjászervezését irányító bizottságnak, az intézményt 1852-től 1872-ig vezette. Munkáját ellenlábasa, Carl Rahl és köre tette nehézzé. 
1854-ben a Kleines Offizium der allerseligsten Jungfrau Maria imakönyvbe néhány miniatúrát festett, amit a képzőművészeti akadémia ajándékozott Wittelsbach Erzsébet magyar királynénak esküvője alkalmából. A Missale Romanum misekönyv néhány miniatúráját is megfestette, amit I. Ferenc József magyar király ajándékozott IX. Piusz pápának 1868-ban. 1869-ben kormánytanácsos címet kapott. 
Tanítványai voltak többek között: Karl Böheim, Siegmund L’Allemand, Ferdinand Laufberger, Gabriel von Max, Franz Wenzel Schwarz és Franz Russ.

## Kitüntetései
- Osztrák Császári Vaskorona-rend (3. osztály)
- Ferenc József-rend
- Belga Lipót-rend (lovagkereszt)
- Guadalupe-rend (tiszti kereszt)